# Pseudophilotes colonarium
Pseudophilotes colonarium är en fjärilsart som beskrevs av Turati 1928. Pseudophilotes colonarium ingår i släktet Pseudophilotes och familjen juvelvingar. Inga underarter finns listade.